# Myrsine linearis
Myrsine linearis (Lour.) Poir. – gatunek roślin z rodziny pierwiosnkowatych (Primulaceae). Występuje naturalnie w Wietnamie oraz Chinach (w prowincjach Kuangsi, Kuejczou, Guangdong oraz Hajnan). 

## Morfologia
PokrójZimozielone drzewo lub krzew. Dorasta do 1–8 m wysokości.
LiścieBlaszka liściowa jest skórzasta i ma odwrotnie jajowaty kształt. Mierzy 3–7 cm długości oraz 1,2–2,5 cm szerokości, jest całobrzega, ma klinową nasadę i tępy wierzchołek. Ogonek liściowy jest nagi i ma 6–8 mm długości.
KwiatyZebrane w pęczkach wyrastających z kątów pędów. Mają 4–6 działek kielicha o owalnym kształcie i dorastające do 1 mm długości. Płatki są 4, eliptyczne i mają zieloną lub białawą barwę oraz 2 mm długości.
OwocePestkowce mierzące 3-4 mm średnicy, o kulistym kształcie i czarnej lub czerwonej barwie.

## Biologia i ekologia
Rośnie w lasach i zaroślach. 